# Młodzianów (Radom)
Młodzianów – dzielnica w południowej części Radomia, dawniej wieś.
Od północy dzielnica graniczy z Osiedlem Planty, od zachodu - z Osiedlem Żakowice, od południa - z Godowem i Malczewem, natomiast od wschodu - z Osiedlem Prędocinek oraz z Osiedlem Ustronie. Przyłączony do miasta w 1916 r. Przeważają bloki mieszkalne z wielkiej płyty.
Główne ulice przebiegające przez Młodzianów to: Młodzianowska, Gajowa, Wiejska, Południowa, Czarna i kpt. Wincentego Michalczewskiego. Znajduje się tu Publiczna Szkoła Podstawowa nr 23 im. Stefana Żeromskiego przy ulicy Gajowej 60, przychodnia NZOZ "Centrum" przy ulicy Gajowej 66, Hospicjum Królowej Apostołów przy ulicy Wiejskiej 2. Przy ulicy Gajowej mieści się supermarket Biedronka. Natomiast przy ulicy Młodzianowskiej znajduje się m.in. market Livio oraz Żabka. Przy ulicy Wiejskiej dostępna jest także Poczta Polska oraz piekarnia Wojcieszek. Na terenie osiedla znajduje się Kościół pod wezwaniem NMP Królowej Apostołów, lecz Parafia jest pod wezwaniem św. Józefa Oblubieńca NMP.